# АРКАД (космический проект)

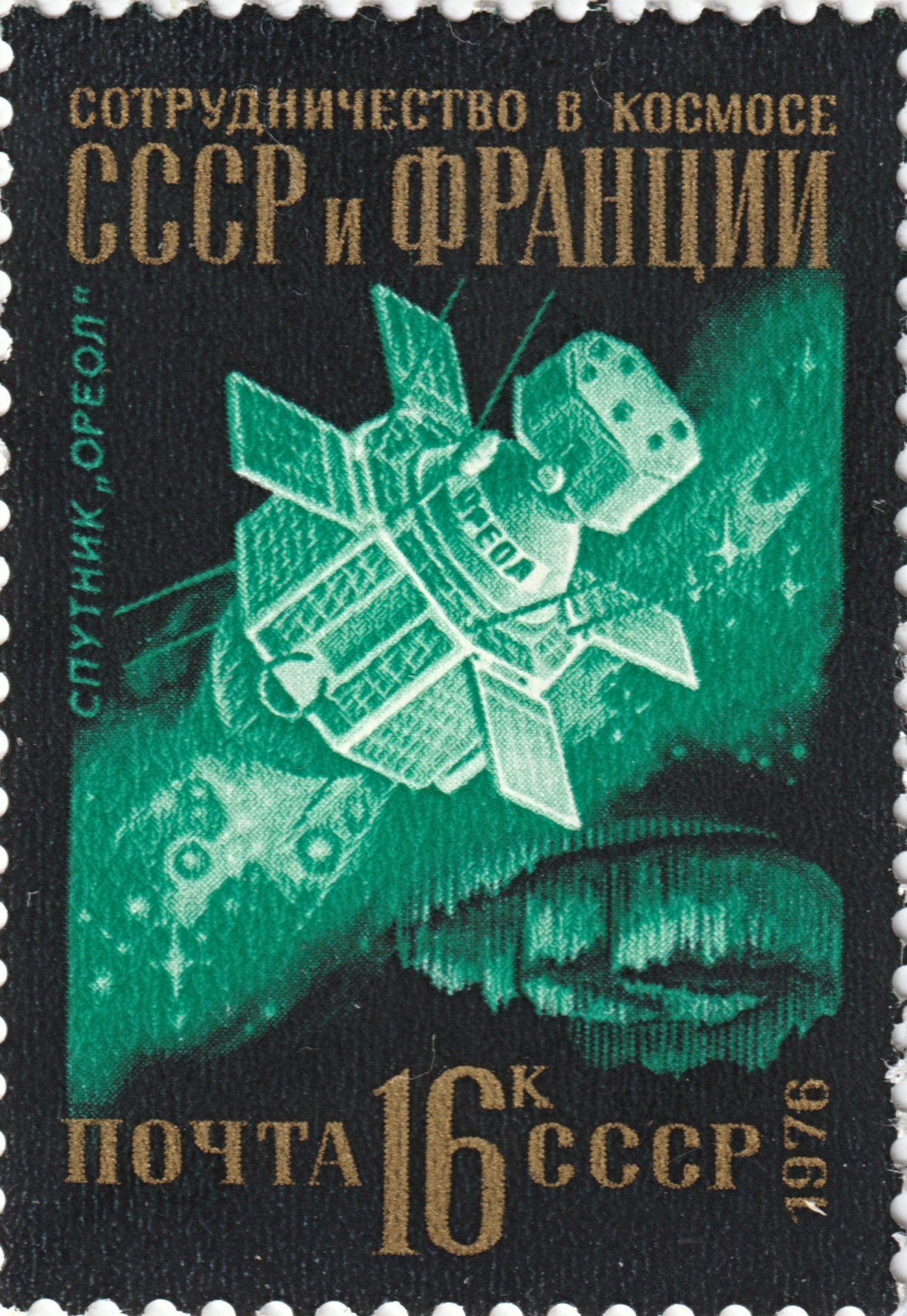
Почтовая марка СССР «Сотрудничество в космосе СССР и Франции» с изображением спутника «Ореол»

АРКАД (ArcAD, фр. Arc Auroral et Densité, англ. Arctic Aurora Density) — совместный советско-французский космический проект по исследованию физических процессов в магнитосфере и верхней атмосфере Земли. В проводимых экспериментах изучался процесс вторжения частиц высоких энергий в атмосферу Земли в области высоких широт, вызывающий полярные сияния. Проект осуществлялся на космических аппаратах, получивших название «Ореол-1» и «Ореол-2» и запущенных в 1971 и 1973 годах. Третий спутник по проекту АРКАД, «Ореол-3», был запущен в 1981 году.

## История
В 1966 году после посещения президентом Франции Шарлем де Голлем Байконура было подписано приложение к межправительственному соглашению о начале сотрудничества Франции и СССР в космосе. В следующем году во время визита во Францию президента Академии наук СССР М. В. Келдыша было заключено соглашение о начале работ по совместному проекту исследования космического пространства. Проект предлагался к осуществлению на некоммерческой основе (ранее французские исследователи планировали коммерческие запуски своих приборов на американских космических аппаратах). Первоначально французская сторона предложила подготовить собственный спутник для исследований магнитосферы, советские специалисты должны были осуществить его вывод на орбиту. Обработку получаемых научных результатов предлагалось производить совместно. В результате Франция получала вывод своих экспериментов в космос, а СССР — доступ к результатам измерений, проведённых на современной научной аппаратуре, и к вычислительным мощностям Центра изучения космических излучений (фр. CESR, Centre d'Étude Spatiale des Rayonnements) в Тулузе, значительно превосходящим имевшиеся в распоряжении Института космических исследований. В процессе подготовки проекта выяснилось, что французская сторона не может его полноценно финансировать, по инициативе советской стороны проект был заменён менее затратным аналогичным экспериментом на малом спутнике серии «Космос», на котором была запланирована установка как французской, так и советской научной аппаратуры.
Новый проект получил название «АРКАД». Для его реализации в 1971 и 1973 годах были осуществлены запуски спутников «Ореол-1» (фр. Auréole 1) и «Ореол-2» (фр. Auréole 2), исследования на которых увязывались с геофизическими наблюдениями на советских высокоширотных обсерваториях, расположенных в Мурманске, Тикси, Якутске, в посёлке Мыс Шмидта, на острове Диксон, на Земле Франца-Иосифа (остров Хейса). Продолжением проекта стал запуск в 1981 году «Ореола-3» (фр. Auréole 3), оснащённого существенно бо́льшим набором советских и французских научных приборов и созданными во Франции бортовой вычислительной машиной для управления экспериментами и широкополосной телеметрической системой.
Кроме запусков по проекту «АРКАД» французские приборы для изучения околоземного и межпланетного пространства и Солнца устанавливались на советских спутниках «Прогноз», межпланетных станциях серий «Марс» и «Венера», на космической обсерватории «Гамма». Также советскими носителями был осуществлён запуск французских аппаратов «МАС-1» и «MAC-2» (Малый Автономный Спутник, фр. SRET, Satellite des Recherches et d’Études Technologiques), предназначенных для технологических экспериментов, и спутника «СНЕГ-3» (Спектрометр НЕйтронов и Гамма-излучения, фр. Signe-3, de Solar Interplanetary Gamma Neutron Experiment) для изучения гамма-лучей и нейтронов солнечного происхождения. «МАС-1» стал первым иностранным спутником, запущенным в СССР.

## Реализация проекта

### Ореол-1, Ореол-2 (1971—1974)

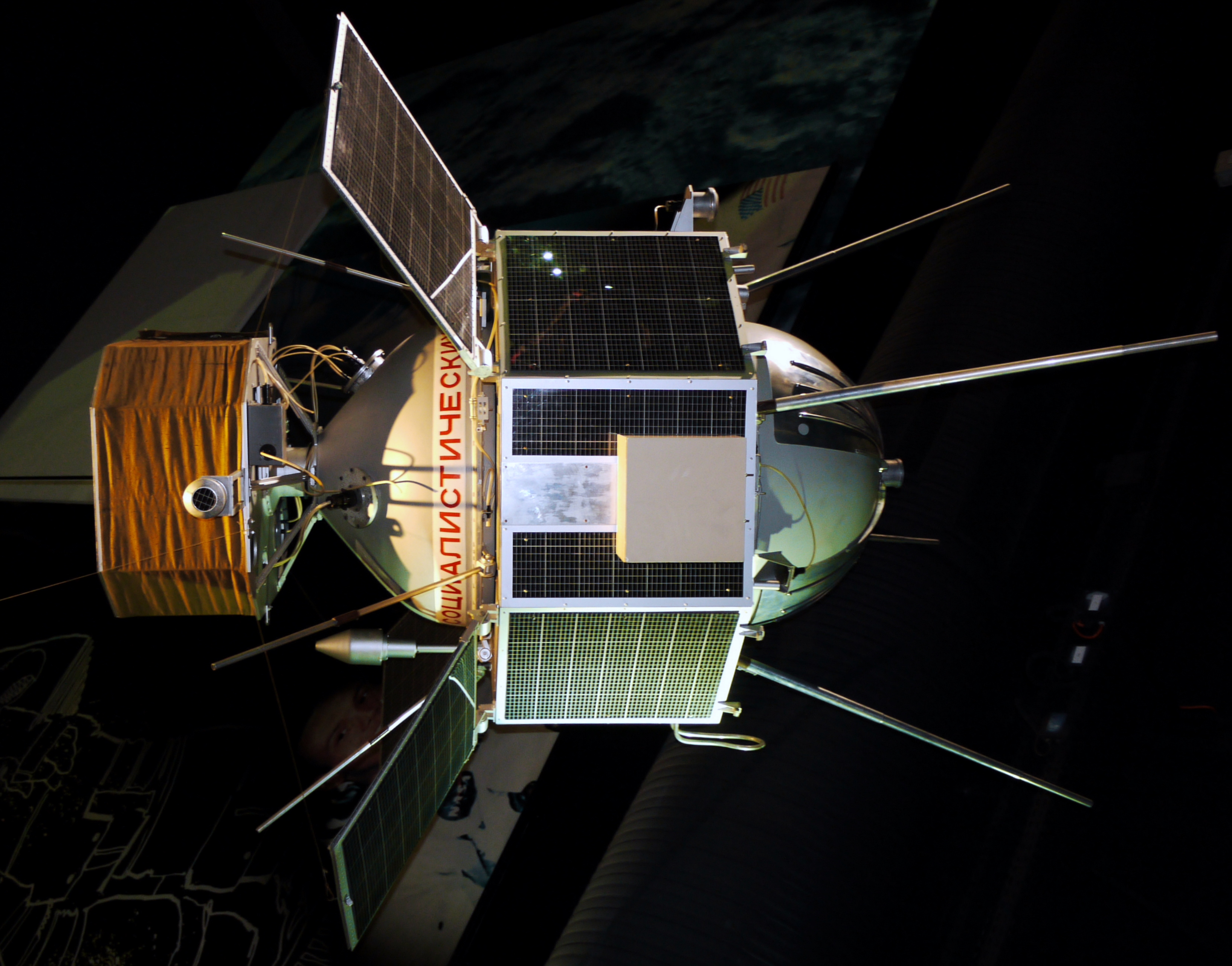
ДС-У2-ГКА («Ореол» 1 и 2)

27 декабря 1971 года с космодрома «Плесецк» ракетой-носителем «Космос-3М» был запущен спутник «Ореол-1». На борту спутника были установлены спектрометрические и масс-спектрометрические приборы, созданные специалистами ИКИ и CESR. Спутник массой 348 кг создан в днепропетровском КБ «Южное» на основе спутниковой платформы ДС-У2 и получил заводское обозначение ДС-У2-ГКА (геофизический комплексный по проекту АРКАД). Спутник «Ореол-1» работал на орбите до сентября 1972 года. 27 декабря 1973 года был запущен «Ореол-2», полностью аналогичный по конструкции «Ореолу-1». «Ореол-2» проработал до апреля 1974 года. Спутники «Ореол-1» и «Ореол-2» выводились на эллиптические орбиты с наклонением 74° и апогеем около 2000 км и многократно пересекали полярный касп. Основным направлением экспериментов на этих спутниках было изучение вторжений в атмосферу энергичных электронов и ионов, вызывающих полярные сияния, и процессов их ускорения в магнитосфере Земли, а также возникающих в результате этих вторжений аномалий состава полярной верхней атмосферы по сравнению с низкоширотной.
В результате исследований, проведённых на спутниках «Ореол-1» и «Ореол-2» был получен большой массив информации о проникновении заряженных частиц в области аврорального овала и возникновении полярных сияний, во многом сформировавшей современные представления об этих явлениях. Получены новые на тот момент данные о структуре полярного каспа магнитосферы.

### Ореол-3 (1981—1987)

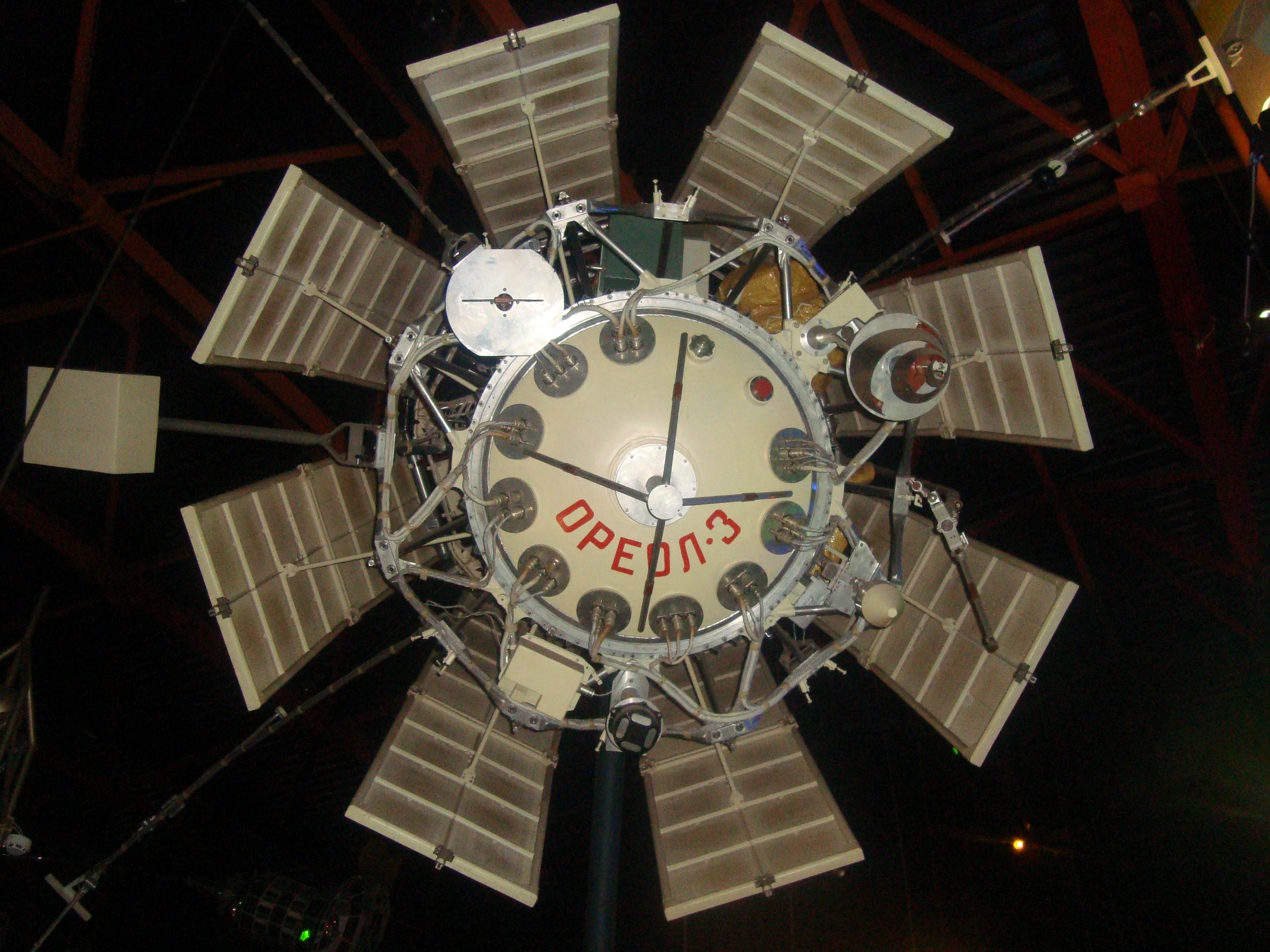
«Ореол-3»

Следующим аппаратом, запущенным по программе «АРКАД», стал «Ореол-3» («АРКАД-3»). Этот спутник, созданный на более совершенной платформе АУОС-З с постоянной ориентацией оси аппарата на Землю и возможностью установки большого количества научного оборудования, имел массу 1030 кг. Научная аппаратура для «Ореола-3» была создана в ИКИ, ИЗМИРАН, Национальным центром научных исследований Франции и Университетом Поля Сабатье и включала приборы для измерения электрических и магнитных полей, оптического излучения полярных сияний и верхней атмосферы, характеристик заряженных частиц и околоземной плазмы. Спутник был запущен 21 сентября 1981 года с космодрома «Плесецк» ракетой-носителем «Циклон-3» на орбиту с апогеем 1920 км и наклонением 82,6° для исследований в приполярных областях ионосферы. Эксперименты, проводимые на «Ореоле-3», координировались с исследованиями на других космических аппаратах, на наземных станциях и при пусках геофизических ракет. «Ореол-3» использовался для проведения экспериментов в течение шести лет.
На «Ореоле-3» было продолжено изучение авроральных областей и полярного каспа, а также проведён большой объём исследований, посвящённых влиянию на ионосферу антропогенных воздействий (мощных промышленных взрывов, излучения наземных ОНЧ-передатчиков, плазменного пучка, инжектированного с геофизической ракеты) и сейсмических явлений.

### Комментарии
1. ↑  Полярные каспы — воронкообразные области в магнитосфере, возникающие в приполярных областях, на геомагнитных широтах ~ 75°, при взаимодействии солнечного ветра с магнитным полем Земли. Через каспы частицы солнечного ветра проникают в ионосферу и вызывают полярные сияния[9]
2. ↑  Авроральная зона (авроральный овал) Архивная копия от 15 апреля 2021 на Wayback Machine — область, занимаемая полярными сияниями, находится на высоте ~100-150 км. Окружает геомагнитный полюс, достигает геомагнитной широты ~78° на дневной стороне и ~68° на ночной стороне. С ростом геомагнитной возмущенности расширяется в более южные широты.